# Badia Polesine

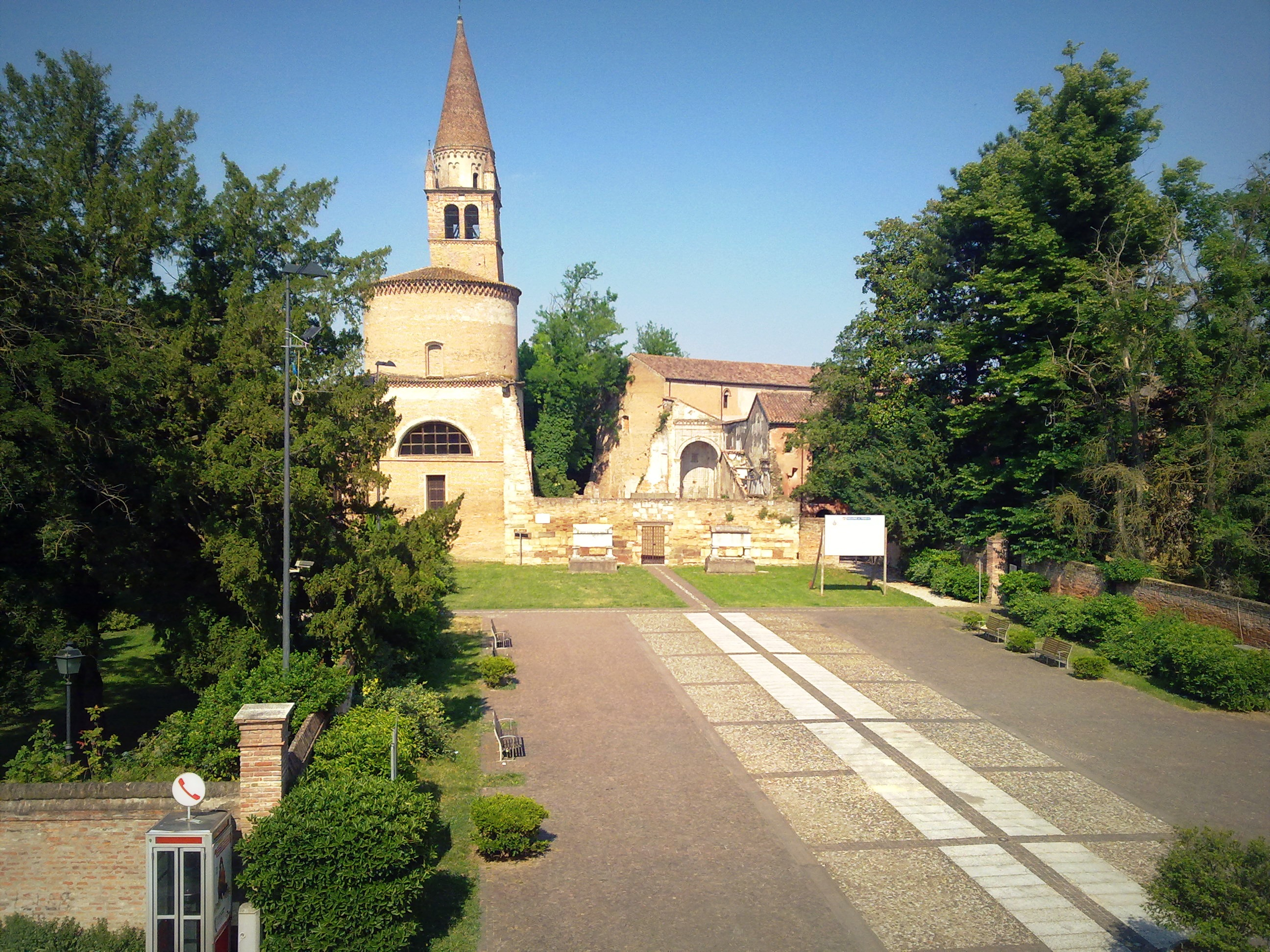
Piazza Vangadizza mit der Abtei in Badia Polesine

Badia Polesine ist eine nordostitalienische Gemeinde (comune) mit 10.225 Einwohnern (Stand 31. Dezember 2023) in der Provinz Rovigo in Venetien.
Die Gemeinde liegt etwa 23 Kilometer westlich von Rovigo an der Etsch. Sie stellt den nordwestlichen Teil der Polesine, des Landes zwischen Etsch und Po bis zu deren Mündung in die Adria, dar. Die Gemeinde grenzt unmittelbar an die Provinzen Padua und Verona.

## Geschichte
Bereits im 6. Jahrhundert wird der Ort La Badia erwähnt.
Den Titel città (Stadt) führt die Gemeinde seit 1817.

## Verkehr
Durch die Gemeinde führt die Strada Statale 434 Transpolesana von Verona nach Rovigo. Seit 1876 besteht auch der Bahnhof an der Strecke zwischen Verona und Rovigo.

## Gemeindepartnerschaften
Badia Polesina unterhält Partnerschaften mit der spanischen Gemeinde Estepa in Andalusien und mit der französischen Gemeinde Saint-Thibault-des-Vignes im Département Seine-et-Marne.

## Persönlichkeiten
- Alberto Azzo II. d’Este (996, 997 oder 1009–1097), Welfenfürst, in der Abtei Vangadizza begraben
- Girolamo Brusoni (1614–nach 1686), Literat, Dichter und Romanschreiber, Novellist und Historiograph
- Eugenio Francesco Balzan (1874–1953), Philanthrop, Mäzen
- Guido Viaro (1897–1971), italienisch-brasilianischer Maler und Kunsthochschullehrer
- Bruno Munari (1907–1998), Maler und Grafiker
- Maurizio Marchetto (* 1956), Eisschnellläufer
- Christian Giantomassi (* 1973), Boxer und Olympionike